# IDB-1394
IDB-1394（アイディービーイチサンキュウヨン）とは、IEEE 1394をベースに、車載機器を接続し高速にデータ転送を行うために開発された規格である。IDB Forumにより、2002年策定。DVD-Videoなどのマルチメディアデータを高速に転送する規格として策定され、コンテンツ保護などの機能を持つ。